# Vanessa Ferrari
Vanessa Ferrari (Orzinuovi, 10 novembre 1990) è un'ex ginnasta italiana, campionessa del mondo nel 2006, campionessa europea nel 2007 e vicecampionessa al corpo libero ai Giochi olimpici di Tokyo 2020.
Prima atleta azzurra a laurearsi campionessa mondiale di ginnastica artistica, prestazione realizzata ad Aarhus (Danimarca) nel 2006, nello stesso anno fu insignita del collare d'oro al merito sportivo del CONI e, a inizio 2007, ricevette l'onorificenza presidenziale di cavaliere al merito della Repubblica.
Vanta nel palmarès internazionale, oltre al titolo del 2006, un argento olimpico, un argento e tre bronzi mondiali, otto medaglie ai Campionati europei tra il 2006 e il 2021 (di cui quattro ori), cinque vittorie in Coppa del Mondo tra il 2007 e il 2021 ed otto ori in due edizioni dei Giochi del Mediterraneo (che ne fanno la sportiva italiana più vincente nella storia di tale rassegna).
Ha preso parte a quattro edizioni dei giochi olimpici, prima ginnasta italiana a riuscire in tale impresa.
Dal 2009 gareggia per il gruppo sportivo dell'Esercito Italiano, forza armata nella quale riveste il grado di Caporal maggiore scelto. A livello nazionale detiene 22 titoli (7 nel concorso generale) ai campionati assoluti, di cui il primo vinto nel 2004, e 11 scudetti vinti con la squadra Brixia nel Campionato di Serie A1. Soprannominata La Farfalla di Orzinuovi e La Cannibale, è anche la prima ginnasta italiana ad avere eseguito lo Tsukahara avvitato "Silivas", un doppio salto indietro raccolto con doppio avvitamento.
Il 9 ottobre 2024, attraverso un'intervista rilasciata al quotidiano BresciaOggi annuncia il ritiro dall'attività agonistica.

## Biografia
Vanessa Ferrari, la cui madre è di origini bulgare, ha trascorso parte della sua infanzia in provincia di Cremona, precisamente a Soncino e Genivolta,, per poi trasferirsi a Capriano del Colle e, successivamente, a Nave. Nel 1993 nascono i due fratelli gemelli Ivan e Michele.
Il 23 ottobre 2006, a Roma, riceve il Collare d'oro del CONI. L'8 gennaio 2007 viene insignita dell'onorificenza di Cavaliere dell'Ordine al merito della Repubblica italiana, su iniziativa del Presidente della Repubblica.
Il 30 novembre 2009 diventa caporal maggiore dell'Esercito italiano, membro della squadra femminile del Centro Sportivo Olimpico dell'Esercito. Nel 2015 riceve il grado di Primo caporal maggiore dell'Esercito Italiano.

## Carriera sportiva

### Carriera giovanile
Vanessa Ferrari iniziò a praticare ginnastica artistica nel 1998, presso la società Brixia.
Nel 2001 partecipò al campionato di categoria C1 riservato alle allieve, con le compagne Wendy Salvi, Roberta Galante e Lucrezia Delli Rocioli, portando la Brixia alla vittoria, e ai campionati di categoria allieve 2º grado di Lavagna, dove si classifica sesta.
Nel 2002 a Fermo vinse il Campionato di Categoria Allieve, ed esordì con la nazionale italiana juniores nell'incontro Italia-Gran Bretagna, classificandosi 2ª nel concorso generale individuale.
Partecipò alla serie C questa volta insieme alle sorelle Roberta e Paola Galante e Lucrezia Delli Roccioli, aiutando la Brixia a raggiungere la prima posizione in tutte le tappe. Partecipò poi ad un incontro internazionale riservato alla categoria allieve con Svizzera e Lussemburgo e alla finale nazionale a Rosignano dove si classificò prima nel concorso generale con 35,050 punti, ottenendo il primo posto anche al volteggio, alla trave e alle parallele, e la seconda posizione al corpo libero.
Nel 2003 partecipò alla Serie A1 insieme a Roberta Galante e Monica Bergamelli conquistando il secondo posto ad Acireale, dietro la GAL Lissone, a Vercelli, dietro la Flaminio Roma, e la terza posizione a Cesena, guadagnandosi l'accesso alla fase finale per lo scudetto a Torino, dove si aggiudicò il quarto scudetto per la Brixia.
Successivamente prese parte ad un incontro internazionale a Birmingham, al vittorioso Campionato di Categoria Juniores di Montevarchi e ai Campionati Assoluti di Mestre in cui si classificò 5ª nel concorso generale individuale, 2ª al corpo libero e alla trave. 
Gareggiò poi, aggiudicandosela, alla Coppa Europa rappresentando la Brixia insieme a Monica Bergamelli, Roberta Galante e l'ucraina Marina Poskurina.
Nel 2004, dopo la partecipazione ad un incontro internazionale pre-europeo a Mortara dove viene schierata con la Nazionale A affrontando Nazionale B e Romania, si mise in mostra ai campionati europei juniores di Amsterdam vincendo l'argento nel concorso individuale con 36,252 punti, oltre al bronzo nel concorso a squadre insieme a Giorgia Benecchi, Francesca Benolli, Roberta Galante e Federica Macrìc con il punteggio di 105,972 e alla trave.
In serie A1 conquistò il quinto scudetto per la Brixia con le compagne Monica Bergamelli, Roberta Galante, Anna Profetto e Silvia Zanolo aggiudicandosi tutte e quattro le tappe di Parma, Vercelli, Catania e Fermo.
Proseguì la stagione con il titolo nazionale alle parallele asimmetriche ai Campionati Assoluti ma, a causa di un infortunio durante il riscaldamento, si classificò solamente ottava nel concorso individuale.
Dopo la partecipazione ad un incontro internazionale ad Atene e ad un quadrangolare, si aggiudicò anche il campionato di categoria Junior a Montevarchi
Prima di chiudere la stagione con altri due incontri internazionali Rouen e Morges, venne premiata agli Oscar della Ginnastica come "Giovane ginnasta italiana".
Nel 2005 venne convocata per i XV Giochi del Mediterraneo di Almería, Spagna, competizione in cui vinse una medaglia per ogni evento: oro alla trave, corpo libero, volteggio, concorso individuale e concorso a squadre; argento alle parallele asimmetriche.
Al Festival olimpico della gioventù europea di Lignano Sabbiadoro, oltre al bronzo nel concorso a squadre, Ferrari primeggiò anche nel concorso individuale (37,925 punti) e al corpo libero, giunse inoltre seconda al volteggio e terza alle parallele asimmetriche.
In Serie A1 bissò il successo della stagione precedente vincendo nuovamente tutte e quattro le prove inclusa la finale di Mestre insieme alle compagne Monica Bergamelli, Daria Sarkhosh, Silvia Zanolo e Roberta Galante.
Dopo un incontro internazionale a Pavia contro Grecia e Australia, partecipò ai suoi secondi Campionati Assoluti portando a casa il titolo nel concorso generale individuale, davanti a Lia Parolari e Monica Bergamelli, alle parallele e alla trave, oltre al secondo posto al corpo libero.

### Carriera Senior

#### Gli inizi
Aprì il 2006 vincendo la quarta Serie A1 consecutiva ancora insieme a Bergamelli, Sarkosh, Zanolo e Galante.
Successivamente, dopo aver gareggiato in un incontro internazionale Italia-Spagna a Città di Castello venne convocata per i Campionati europei di Volo, Grecia, insieme a Monica Bergamelli, Carlotta Giovannini, Federica Macrì e Lia Parolari. La squadra italiana superò le qualificazioni classificandosi terza, dietro a Russia e Romania, vincendo poi in finale l'oro per la prima volta nella storia, Ferrari si qualificò per la finale al corpo libero, dove conquistò l'argento, alle parallele asimmetriche e alla trave. Agli Oscar della Ginnastica del 2006, la Ferrari venne premiata come "Miglior ginnasta femminile". e a settembre, come nell'anno precedente, Ferrari vinse il concorso generale individuale degli Assoluti, oltre ai titoli alle parallele asimmetriche, alla trave precedendo e al corpo libero.
In seguito ai successi sempre maggiori, e in vista dei Giochi olimpici di Pechino del 2008, Ferrari si rende conto della necessità di allenarsi in una struttura di alto livello, lanciando appelli anche al Presidente del Consiglio Romano Prodi; dopo alcuni mesi la Brixia ottiene un nuovo impianto sportivo, offerto dalla ditta scozzese Algeco, che prende il nome di "PalAlgeco".

#### Campionessa mondiale ad Aarhus (2006)
Il 16 ottobre 2006, nelle qualificazioni dei Campionati mondiali di Aarhus, Vanessa Ferrari, per la prima volta nella storia della ginnastica italiana, si qualificò per quattro finali mondiali: concorso individuale, parallele asimmetriche, trave e corpo libero. L'esito della qualificazione per il concorso a squadre però non fu altrettanto roseo: la squadra azzurra, che oltre alla Ferrari comprende Monica Bergamelli, Lorena Coza, Federica Macrì, Carlotta Giovannini e Sara Bradaschia, si classificò al nono posto fallendo l'accesso alla finale.
Il 19 ottobre, nella gara del concorso generale, si trovò in testa dopo la seconda rotazione con 30.625 punti. Durante la terza rotazione alla trave, la ginnasta cade eseguendo un salto raccolto con un avvitamento e ottiene così un punteggio di 14.900, scendendo al secondo posto della classifica generale, ma nella prova finale al corpo libero ottiene 15.500 punti portando il suo punteggio totale a 61.025 punti diventando la prima ginnasta italiana a conquistare la medaglia d'oro nel concorso generale individuale davanti all'americana Jana Bieger e alla rumena Sandra Izbasa.
Il giorno seguente partecipò alla finale alle parallele asimmetriche dove ottiene 15.775 punti, classificandosi terza, alle spalle di Elizabeth Tweddle (16.200 punti) e di Nastia Liukin (16.050 punti).
La giornata del 21 ottobre si aprì con la finale alla trave, attrezzo che le aveva fatto perdere quasi nove decimi nel concorso generale; anche qui sbaglia un salto artistico e scivola dalla trave chiudendo al sesto posto con 14.675 punti. Nella finale di corpo libero, invece, Ferrari esegue un esercizio che le frutta 15.450 punti che le vale la medaglia di bronzo dietro la cinese Cheng Fei (15.875) e l'americana Jana Bieger (15.550).

#### I primi Giochi olimpici (2007-2008)
Nel 2007, dopo la conquista dell'ottava Serie A1 per la Brixia, la quinta personale, insieme a Bergamelli, Paola Galante e Zanolo, a marzo gareggiò all'Internationaux de France, circuito di coppa del mondo, competendo alla trave, alle parallele asimmetriche e al corpo libero. Nel suo esordio nella Coppa del Mondo, centra tre finali su tre, arrivando prima alla trave (15.850) al corpo libero (15.400) e alle parallele asimmetriche (15.800).
Venne poi convocata insieme ad un incontro internazionale contro la Germania a Ferrara e il 28 aprile partecipa ai Campionati Europei di Amsterdam, dove si aggiudica la medaglia d'oro nel concorso generale individuale. Conquista inoltre 'oro al corpo libero anche grazie al ritiro per infortunio della rumena Sandra Izbașa., mentre a causa di errori e cadute si classificò solamente sesta e ottava rispettivamente alle parallele asimmetriche e alla trave.
Più tardi nella stagione gareggiò ad un incontro internazionale a Vitoria in Spagna contro le padrone di casa e la Romania e ad un pre-mondiale a sei nazioni contro Romania, Repubblica Ceca, Svizzera, Francia ed Egitto insieme a Parolari, Bergamelli, Benolli, Coza, Silvia Zanolo, Muollo e Bradaschia.
Il 12 agosto, per la terza volta consecutiva, vinse il titolo individuale dei Campionati Assoluti (60.400 punti), staccando le avversarie di quasi tre punti, davanti a Francesca Benolli e Federica Macrì. Il giorno seguente chiuse al comando anche il concorso alla trave, alle parallele asimmetriche e al corpo libero; ottenne anche il terzo posto al volteggio dietro a Benolli e Macrì.
In seguito ai successi sempre maggiori, e in vista dei Giochi olimpici di Pechino del 2008, Vanessa Ferrari si rese conto della necessità di allenarsi in una struttura di alto livello, lanciò appelli anche al Presidente del Consiglio Romano Prodi e, dopo alcuni mesi, la Brixia ottiene un nuovo impianto sportivo, offerto dalla ditta scozzese Algeco, che prende il nome di "PalAlgeco".
Ai Campionati mondiali di Stoccarda, qualificanti per le Giochi olimpici di Pechino, durante la finale a squadre, cadde dalle parallele eseguendo un salto Comaneci, provocandosi una frattura all'osso navicolare. Nonostante l'infortunio continuò a gareggiare e, insieme a Zanolo, Benolli, Macrì, Bergamelli, Parolari e Bradaschia, ottenne la quarta posizione, il miglior risultato mai raggiunto dalla nazionale italiana a un mondiale.
Nella finale del concorso individuale, a causa di un'altra caduta dalle parallele e qualche imprecisione alla trave, arrivò terza a pari merito con la brasiliana Jade Barbosa e con uno stacco di soli 75 centesimi dalla rumena Steliana Nistor. Durante la finale a parallele cadde per la terza volta urante il Comaneci, mentre al corpo libero giunse sesta con uno stacco di soli 2 decimi dalla prima classificata e 75 centesimi dalla terza.
Cominciò il 2008 con l'ennesimo titolo societario di A1, venne poi convocata per la prima edizione del trofeo città di Jesolo insieme alla compagna di squadra Bergamelli, Benolli e Bradsschia dell'Artistica 81 Trieste, Giovannini della Biancoverde Imola e Parolari dell'Estate 83 Travagliato, in quesdta occasione la squadra italiana chiuse al secondo posto dietro nazionale americana e Ferrari vinse l'argento individuale.

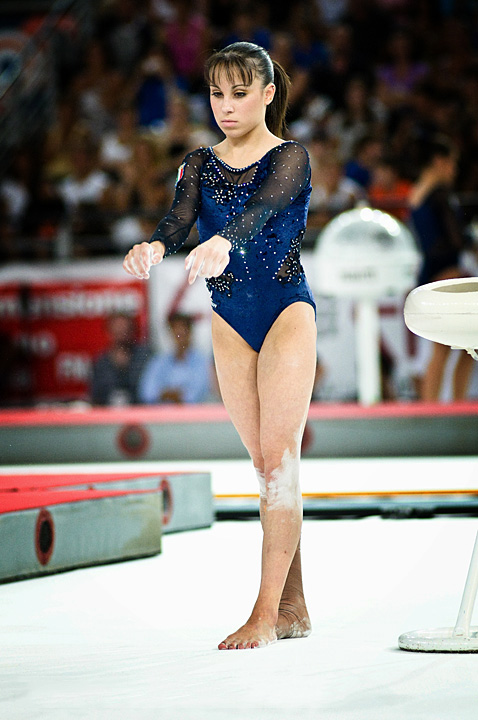
Vanessa Ferrari alla Mediterraneo Gym Cup del luglio 2008 a Roma

Dal 3 al 6 aprile fu la volta dei Campionati europei, di Clermont-Ferrand. Durante le rotazioni, la Ferrari ottenne 14.700 punti al volteggio, 14.575 punti alle parallele asimmetriche, 15.225 punti alla trave e 14.850 punti al corpo libero: punteggi molto bassi rispetto alle sue potenzialità, a causa del piede che continua a darle fastidio. L'Italia, con un punteggio complessivo di 175.450 punti, giunse terza dietro a Romania e Russia in qualificazione. e chiuse solo al quarto posto la finale, superata anche dalla Francia.
Dopo gli europei soffrì di una forte infiammazione al tendine d'achille che non le permise di allenarsi al meglio, soprattutto a volteggio e corpo libero. Partecipò poi alla prima edizione del Mediterraneo Gym Cup a Roma con le compagne raggiungendo il secondo posto dietro alla Romania insieme a Parolari, Giovannini, Benolli, Macrì, Coza, Bradaschia, Bergamelli e Zanolo, e chiuse in testa il concorso generale individuale con 59.700 punti davanti alla rumena Sandra Izbasa e alla brasiliana Jade Barbosa.
Ai suoi primi giochi olimpici a Pechino, dove partecipa nonostante una tendinite acuta, fu l'unica minorenne dell'intera spedizione italiana. La squadra italiana, che oltre a lei comprende Bergamelli, Macrì, Giovannini, Parolari Benolli, a causa di quattro cadute, chiuse le qualificazioni al decimo posto, non riuscendo così a raggiungere per la finale riservata alle migliori otto nazionali. Ferrari e Lia Parolari riuscirono però a classificarsi rispettivamente al 16º e 18º posto guadagnandosi l'accesso alla finale del concorso generale.
Qu, dopo un buon esercizio alla trave (15.600 punti), dietro alla rumena Steliana Nistor e alla statunitense Shawn Johnson), la seconda rotazione chiude ogni velleità di podio con un 13.950 al corpo libero, dovuto ad una caduta ed un'uscita di pedana. Ormai demoralizzata, Ferrari continua la sua gara al volteggio (14.800) e alle parallele (15.200) chiudendo la gara all'undicesimo posto, con un complessivo di 59.550. Non essendosi qualificata ad altre finali, termina così la sua prima avventura olimpica.

#### L'intervento e il tesseramento nell'Esercito (2008-2009)
Dopo un problema al tendine di Achille e un lungo periodo di riabilitazione, Ferrari si ripresentò a una gara ufficiale a marzo 2009. Ai Campionati europei di Milano dopo un esercizio alla trave senza particolari errori, la giuria non le riconobbe un enjambé cambio ad anello e le attribuì 14.075 punti. Eseguì poi un buon corpo libero (14.525 punti), ma commise un errore tanto alle parallele (13.875 punti), quanto al volteggio (12.700 punti)., che la relegarono al nono posto con soli 55.175 punti. Riuscì però, con 14.675 punti, a vincere la medaglia d'argento nella finale al corpo libero.
Successivamente partecipò al campionato di Serie A1 vincendo il settimo scudetto personale consecutivo, il decimo per la Brixia in dodici anni che diventò la prima società di ginnastica in Italia a conquistare la "stella").
Agli Assoluti vinse per la quarta volta il concorso generale individuale davanti a Erika Fasana ed Andrea Foti, oltre titolo alle parallele asimmetriche e al corpo libero e al secondo posto alla trave.
Dopo la competizione, la Ferrari decise di sottoporsi a una borsectomia, una parziale asportazione della sacca di liquido sinoviale infiammata, unita alla resezione di una tuberosità ossea congenita sul calcagno, per alleviare quel dolore al tendine d'achille che le stava causando problemi sin dagli inizi dell'anno precedent.
Nel 2009 la Ferrari si tesserò presso il Centro Sportivo Esercito, con il grado di Caporal maggiore, ma continuò a gareggiare in serie A1 in prestito alla Brixia.

#### Gli europei di Birmingham e Berlino e i mondiali di Rotterdam (2010)
Ferrari aprì il 2010 con l'ottavo titolo del campionato di A1, ad aprile 2010 prese parte ai Campionati europei di Birmingham in cui ottenne 55.525 punti nel concorso individuale, portando al 5º posto la squadra italiana, in finale conquista il 7º posto alle parallele asimmetriche, con 14.150 punti, ed il 4º a corpo libero (13.850 punti).
Al Trofeo Città di Jesolo ottenne il bronzo sia nel concorso individuale che di squadra.
Partecipò poi ai campionati italiani assoluti ad Ancona, dove con 54.900 punti terminò al secondo posto nel concorso, il titolo italiano alle parallele asimmetriche e al corpo libero e il sesto posto alla trave.
Nel mese di ottobre, la Ferrari gareggiò ai Campionati del mondo di Rotterdam, con Elisabetta Preziosa, Jessica Hélène Mattoni, Serena Licchetta, Lia Parolari ed Eleonora Rando, qui ottenne 13.966 al volteggio, 14.066 alle parallele, e 14.333 al corpo libero; la nazionale italiana si classifica all'8º posto. Individualmente, si piazzò all'11º posto nella classifica finale (punteggio complessivo di 56.165) e al 6º posto al corpo libero (14.600 punti).
Partecipò poi in coppia con il ginnasta Matteo Morandi al Memorial Arthur Gander e alla Swiss Cup, classificandosi rispettivamente terza e seconda.
Il 19 e 20 marzo tornò a gareggiare in Coppa del Mondo, nella gara dell'Internationaux de France chiudendo al 4º posto al corpo libero.
Un mese dopo Ferrari partecipò ai Campionati europei di Berlino dove si qualificò per la finale all-around con la settima posizione ed in finale raggiunse la sesta piazza dietro alla connazionale Carlotta Ferlito. Alle parallele asimmetriche, in finale, la Ferrari sbaglia lo tsukahara in uscita e finisce a terra (12.850 punti).
Il 27 maggio agli Assoluti di Meda, conquistò il suo quinto titolo individuale con 57.600 punti, davanti a Carlotta Ferlito (56.350) e Francesca Deagostini (55.100). Il giorno seguente vinse il titolo alle parallele asimmetriche con 14.700 punti e, in seguito ad una caduta, il terzo posto alla trave. Nel concorso del corpo libero chiuse con lo stesso punteggio di Carlotta Ferlito che in quanto atleta più giovane conquistò il titolo, come da regolamento.
Dopo la partecipazione ad un incontro internazionale Italia - Spagna, partecipò ai mondiali di Tokyo, insieme a Carlotta Ferlito, Emily Armi, Elisabetta Preziosa, Giorgia Campana e Chiara Gandolfi e la riserva Lia Parolari. In qualifica ottenne 14.266 punti nel volteggio, 13.233 alle parallele, 14.233 alla trave e 14.466 al corpo libero, punteggi che le valsero la qualificazione per le finali dell'all-around, che chiuse al dodicesimo posto, e del corpo libero, a cui sarà poi impossibilitata a partecipare a causa di un infortunio in fase di riscaldamento.
Con un totale di 219.578 punti la squadra italiana si classificò al nono posto fallendo la qualificazione diretta ai Giochi olimpici di Londra 2012 e dovendo ricorrere al Test Event pre-olimpico.

#### I secondi Giochi olimpici (2012)
L'11 gennaio Ferrari partecipò con la Nazionale al Test Event di Londra, insieme a Carlotta Ferlito, Elisabetta Preziosa, Chiara Gandolfi, Francesca Deagostini ed Erika Fasana, prova di qualificazione per le Giochi olimpici del 2012. Con una buona prestazione al corpo libero (14.166 punti), alle parallele (14.333 punti) e al volteggio (14.133), totalizzò 56.532 punti, classificandosi al primo posto.
Dopo il secondo posto in Serie A1, il 31 marzo 2012 partecipò al Trofeo Città di Jesolo, chiudendo nona nella classifica generale individuale (55.900 punti) e l'Italia, con un punteggio complessivo di 224.250, chiuse al secondo posto.

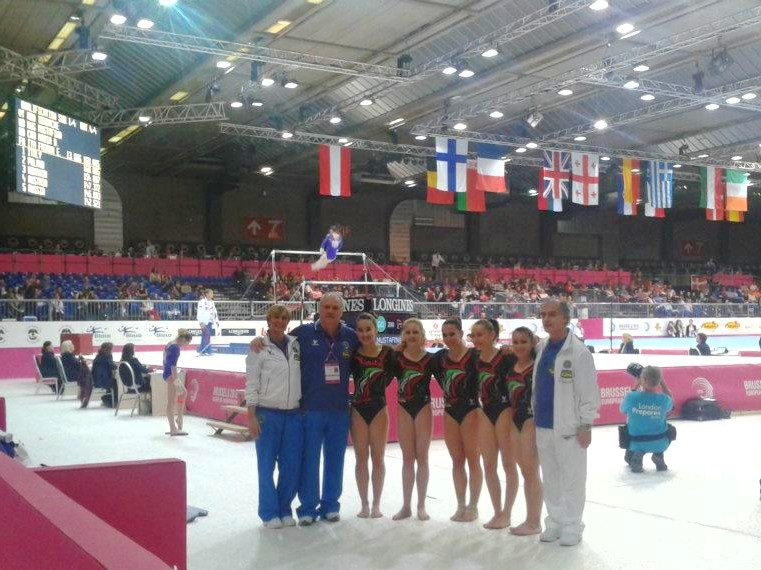
La Nazionale italiana ai Campionati europei di ginnastica artistica femminile 2012

Dal 9 al 13 maggio venne selezionata per gareggiare ai Campionati europei di Bruxelles. Nella gara a squadre, grazie a un punteggio complessivo di 168.005, la Nazionale si qualifica per la finale a con la quarta posizione. Individualmente riuscì a centrare la finale al corpo libero con un punteggio di 14.600, dietro solo alle rumene Cătălina Ponor e Larisa Iordache. Il 12 maggio, con un punteggio complessivo di 171.430, conquistò il bronzo nella finale a squadre., ma nella finale al corpo libero del giorno seguente, a causa di alcune imprecisioni, giunse solo ai piedi del podio con un totale di 14.400 punti.
Il 16 giugno partecipò agli Assoluti di Catania dove, grazie a dei buoni esercizi in tutti e quattro gli attrezzi, con 56.850 punti, vinse il suo sesto titolo, il secondo consecutivo davanti a Carlotta Ferlito ed Elisa Meneghini. Inoltre, si qualificò per la finale alla trave (14.100 punti), corpo libero (14.350 punti) e parallele asimmetriche (13.800 punti). Il 17 giugno, durante le finali di specialità, vinse il titolo Nazionale al corpo libero (14.300 punti), l'argento alle parallele dietro a Giorgia Campana e, nonostante una caduta, il bronzo alla trave.
Successivamente gareggiò ad un incontro internazionale a Bucarest contro Romania, Germania e Francia, ad un altro incontro internazionale a Birmingham, al vittorioso Campionato di Categoria Juniores di Montevarchi e, il 18 luglio, ad un collegiale a Brescia alla fine del quale venne decisa la squadra che avrebbe preso parte ai Giochi della XXX Olimpiade di Pechino che prevedeva, oltre alla Ferrari, Erika Fasana, Carlotta Ferlito, Elisabetta Preziosa e Giorgia Campana con Chiara Gandolfi e Francesca Deagostini come riserve.
Il 29 luglio, ai Giochi olimpici di Londra, gareggiò in tutti e quattro gli attrezzi contribuendo a far qualificare la squadra italiana al settimo posto, con un complessivo di 168.397, record per l'Italia. Individualmente svolge dei buoni esercizi al volteggio (14.366), alle parallele (14.233), alla trave (14.433) e al corpo libero (14.900) dove si qualificò per la finale al terzo posto e, col punteggio complessivo di 57.932, riuscì inoltre a qualificarsi con il sesto punteggio per la finale all-around.
Il 31 luglio gareggiò ancora in tutti e quattro gli attrezzi per la finale a squadre: con degli alti punteggi, 14.333 al volteggio, 14.166 alle parallele asimmetriche, 14.800 alla trave, nonostante un errore al corpo libero (13.566), confermò la settima posizione delle qualificazioni.. Il 2 agosto, a causa di qualche imprecisione, si piazza solo in ottava posizione nel concorso individuale ricevendo comunque il diploma olimpico, riservato ai migliori interpreti in assoluto di una disciplina olimpica.
Il 7 agosto compete nella finale di corpo libero ottenendo lo stesso punteggio della russa Alija Mustafina (14.900), ma le venne assegnato il quarto posto in base ad una componente regolamentare che premiava la migliore esecuzione, rispetto ad un coefficiente di difficoltà maggiore.
A dicembre 2012 la Ferrari tornò a gareggiare in campo internazionale, partecipando alle ultime due tappe di Coppa del Mondo, di categoria C II (All Around).
Il 1º dicembre partecipò alla trentesima edizione della Deutscher Pokal di Stoccarda, competizione che chiuse al quinto posto con un punteggio complessivo di 54.065.
L'8 dicembre gareggiò al Grand Prix di Glasgow, classificandosi al 4º posto, dopo un buon esercizio a parallele, volteggio, un ottimo esercizio al corpo libero, ma una caduta alla trave.

#### Giochi del Mediterraneo e Mondiali di Anversa (2013)

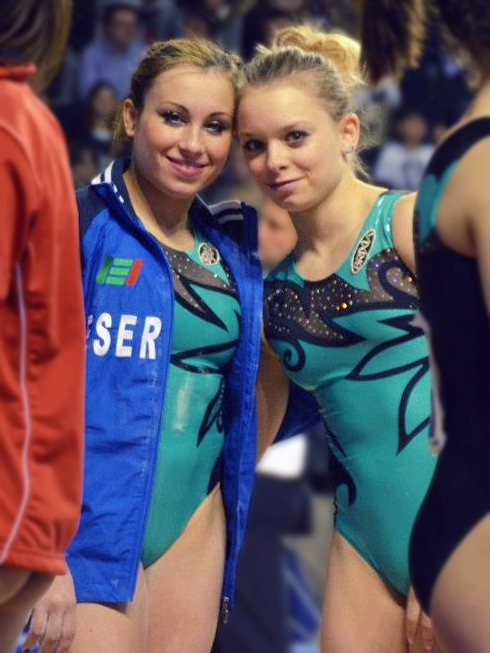
Vanessa Ferrari e Giulia Leni alla prova di Firenze del Campionato di Serie A1 2013

Nel 2013 la Ferrari partecipò a due sole tappe della Serie A1
Il 2 marzo prese parte all'American Cup a Worcester, prima tappa di Coppa del Mondo concludendo in quinta posizione, e il 17 dello stesso mese all'Internationaux de France valido per la Coppa del Mondo in cui si classificò seconda alla trave dietro alla connazionale Carlotta Ferlito.
Una settimana al Trofeo Città di Jesolo si infortunò alla caviglia scivolando dalla trave nel salto raccolto con avvitamento ma, nonostante l'infortunio, venne convocata per partecipare ai Campionati europei di Mosca, insieme a Carlotta Ferlito, Giorgia Campana ed Elisa Meneghini, durante i quali però non riesce a qualificarsi ad alcuna finale.
Insieme a Elisabetta Preziosa, Giulia Leni, Giorgia Campana e Chiara Gandolfi, venne scelta per partecipare ai XVII Giochi del Mediterraneo, a Mersina, dal 21 al 24 giugno. Durante la giornata di qualificazione, valida anche come finale del concorso a squadre, Ferrari esegue dei buoni esercizi su tutti gli attrezzi ad eccezione delle parallele e vinse l'oro con la squadra italiana. Nonostante la caduta riesce a qualificarsi al primo posto per la finale del concorso individuale (54.632 punti), al primo al corpo libero e al secondo alla trave. Il 23 giugno, a distanza di otto anni, con un punteggio complessivo di 56.132, riesce a vincere il suo secondo oro individuale mediterraneo, davanti alla spagnola Maria Vargas e alla francese Valentine Sabatou. Il 24 giugno nelle finali di specialità con il punteggio di 13,900 conquistò la medaglia d'oro al corpo libero e la medaglia di bronzo alla trave con il punteggio di 14.166 diventando così l'atleta italiana più vittoriosa nella storia dei Giochi del Mediterraneo, in quanto vincitrice di otto medaglie d'oro, di cui ben cinque risalenti ai Giochi di Almeria 2005.
Il 14 settembre partecipò al "Torneo Andrea Massucchi", incontro amichevole tra Italia, presente on due squadre, e Germania, a Vigevano, in ottobre, insieme a Carlotta Ferlito, Alessia Leolini e Francesca Deagostini, gareggiò con la nazionale italiana ai mondiali di Anversa 2013. In qualifica ottenne 14.366 punti al volteggio, 13.833 alle parallele, 14.216 alla trave e 14,500 al corpo libero; accedendo con 56.915 punti alla finale all-around con il settimo punteggio. Si qualificò inoltre quarta al corpo libero e sesta alla trave. Nella finale all-around chiuse sesta con 56.732, mentre nelle finali di specialità si classificò quarta alla trave, staccata di solo 33 millesimi dalla statunitense Simone Biles, che vince il bronzo; seconda nel corpo libero con 14.633 punti, dietro ancora alla statunitense Biles (15.000) e davanti alla rumena Larisa Iordache (14.600).
Il 30 novembre e 7 dicembre partecipò alla prima e alla seconda tappa della Coppa del Mondo a Stoccarda e Glasgow, piazzandosi entrambe le volte al terzo posto.

#### Europei di Sofia e Mondiali di Nanning (2014)
Il 1º marzo partecipò all'AT&T American Cup con la compagna Carlotta Ferlito svolgendo buoni esercizi su tutti e quattro gli attrezzi, primeggiando al corpo libero (14.633 punti) e, con un totale di 56.766, terminando la gara al quinto posto. Il risultato la vide provvisoriamente al secondo posto in Coppa del Mondo 2014, e le garantì una conquista matematica del podio.
L'8 marzo, a Torino, seconda tappa del campionato di Serie A, gareggiò solo alla trave e ottenne il punteggio di 14.750, seconda miglior prestazione mondiale della stagione dopo il 14.850 di Alyssa Baumann ai WOGA.
Il 5 aprile partecipò all'ultima tappa di Coppa del Mondo, a Tokyo dove, con la vittoria nel concorso generale, la prima vittoria nel torneo all-around di coppa del mondo dopo le tre vittorie ad attrezzo nel 2007, si portò al secondo posto della classifica generale con 140 punti a sole cinque lunghezze da Elizabeth Price. Inoltre con la vincita del premio di 15 000 franchi svizzeri raggiunse un totale di 39 000 franchi svizzeri guadagnati in Coppa del Mondo, la somma più alta della stagione dopo i 42 000 CHF di Elizabeth Price.
Il 30 aprile venne convocata per far parte della squadra italiana senior per gli Europei di Sofia, insieme a Elisa Meneghini, Giorgia Campana, Erika Fasana e Martina Rizzelli. Nella gara di qualificazione l'Italia si qualificò quarta, dietro a Gran Bretagna, Romania e Russia e Ferrari, con un esercizio semplificato, si qualificò per le finali di trave e corpo libero. Nella finale a squadre l'Italia terminò al 5º posto. Il 18 maggio partecipò alla finale alla trave, arrivando quinta con 14.133 punti, a causa di uno sbilanciamento; vinse invece la medaglia d'oro al corpo libero, con 14.800 punti, a pari merito con la rumena Larisa Iordache e davanti alla svizzera Giulia Steingruber.
Domenica 8 giugno partecipò ai festeggiamenti per i 70 anni del Centro Sportivo Italiano, al cospetto di Papa Francesco, esibendosi con un esercizio alla trave.
Partecipò poi alla Novara Cup, competizione internazionale contro Spagna, Belgio e Svezia e nel mese di ottobre venne convocata per i mondiali di Nanning insieme ad Erika Fasana, Elisa Meneghini, Lara Mori, Martina Rizzelli, Lavinia Marongiu e Giorgia Campana. Le italiane arrivarono quinte con la squadra e Ferrari si guadagnò l'accesso alla finale dell'all-around, in cui terminò sesta, e del corpo libero, dive chiuse quinta.
Dopo i mondiali, a fine novembre, partecipò alle tappe di coppa del mondo di Stoccarda e Glasgow, dove si classificò rispettivamente quinta e sesta.

#### La mononucleosi, i problemi al tendine e un altro quarto posto ai Giochi di Rio (2015-2016)
A marzo prese parte all'American Cup dove non riesce ad andare oltre la sesta posizione.
In un'intervista al termine dell'ultima tappa di Serie A a Firenze, dove la Brixia si laurea nuovamente campionessa d'Italia, dichiarò di aver avuto la mononucleosi, e dunque di aver bisogno di un recupero abbastanza lungo.
Ad aprile, ancora convalescente, venne convocata per gli Europei di Montpellier, ma dovette rinunciare alla finale dell'all-around in favore della compagna Martina Rizzelli.
Partecipò poi alla Novara Cup gareggiando contro Romania, Belgio e Spagna. e ad ottobre fu schierata ai Mondiali di Glasgow qualificanti per i Giochi olimpici. Qui, insieme alle compagne Carlotta Ferlito, Erika Fasana, Elisa Meneghini, Tea Ugrin, Lara Mori ed Enus Mariani (riserva) ottenne in qualifica il 5º posto, qualificando così la squadra direttamente ai Giochi olimpici, ma a causa di un problema al tendine la Ferrari non gareggiò nelle finali, lasciando il suo posto nell'all-around a Tea Ugrin e quello in squadra a Enus Mariani.
Una volta guarita dalla mononucleosi, subentrano per la Ferrari diversi problemi al tendine d'achille, che la costrinsero a non gareggiare e a un allenamento ridotto per tutta la prima parte del 2016, riuscendo a rientrare in gara solamente a maggio nella terza tappa di serie A1 e gareggiando unicamente alla trave.
Tra il 23 e il 26 giugno partecipò alla tappa di Coppa del mondo di Anadia dove riuscì a piazzarsi al terzo posto nel corpo libero con un esercizio semplificato, totalizzando 13.750 punti.
Il 9 luglio partecipò ai campionati nazionali assoluti di Torino dove si aggiudicò il suo settimo titolo nazionale, questa volta nel concorso generale. Decise poi di rinunciare alla finale al corpo libero per non affaticarsi e di prese parte solo a quelle a parallele e trave, piazzandosi seconda e quarta.
Ad agosto viene convocata per i Giochi della XXXI Olimpiade di Rio de Janeiro insieme alle connazionali Erika Fasana, Carlotta Ferlito, Elisa Meneghini e Martina Rizzelli.
Il 7 agosto, durante la giornata di qualificazione, ottenne 14.533 al volteggio, 13.866 alle parallele, 14.866 al corpo libero e, a causa di una caduta, 12.000 alla trave. Ferrari si qualificò per la finale del concorso generale (55.265) e, con il terzo miglior punteggio, per la finale al corpo libero. La squadra italiana si posizionò al decimo posto, con un totale di 169.396, mancando quindi la qualificazione alla finale a squadre, riservata alle migliori otto nazioni.
L'11 agosto concluse al 16º posto la finale del concorso individuale (56.541) mentre il 16 agosto si piazzò al quarto posto nella finale di corpo libero ottenendo 14.766, superata dall'inglese Amy Tinkler, e dalle americane Alexandra Raisman e Simone Biles.
Conclusi i Giochi si sottopose ad un intervento per risolvere i problemi al tendine d'achille che l'avevano afflitta da tempo, dichiarando poi di voler continuare l'attività agonistica per cercare di vincere una medaglia ai Giochi olimpici di Tokyo 2020.

#### La rottura del tendine e il lungo stop (2017-2019)
A seguito dell'intervento al tendine d'achille dell'agosto precedente, nel 2017 limitò le sue apparizioni ma ad ottobre partecipò comunque ai campionati mondiali di Montréal, insieme a Sara Berardinelli, Desiree Carofiglio e Lara Mori.
Nella gara di qualificazione gareggiò solo alla trave (12.266) e al corpo libero (13.600) e l'8 ottobre, durante la finale del corpo libero, nell'eseguire la seconda diagonale (Rondata, Flick Tempo+Tsukahara) si ruppe il tendine d'achille e pochi giorni dopo tornò sotto i ferri.
Ferrari restò lontana dalle gare per 500 giorni, tornando alle gare solamente ad inizio 2019 in occasione della tappa di Coppa del mondo di Melbourne in cui si presentò subito sui suoi livelli terminando in prima posizione al corpo libero, specialità in cui si classificò terza anche nelle tappe di Doha e Baku. I problemi fisici però non erano finiti e dato che era ancora tormentata dal dolore ai tendini decise di sottoporsi nuovamente ad un'operazione ad entrambe le caviglie: alla caviglia sinistra limando un pezzettino di osso, a quella destra, per risolvere il problema relativo alla sinovite, limando contemporaneamente un frammento della tibia, restando lontana dalle gare fino all'autunno in occasione delle tappe di coppa del mondo che porteranno alla qualificazione per Tokyo 2020, ma ancora una volta è costretta a rinunciare causa di un problema autoimmune alla tiroide che non le aveva permesso di allenarsi a pieno ritmo, posticipando così il rientro al 2020.

#### Il ritorno e la medaglia olimpica (2020-2021)
Tornata alle gare nel 2020 ottiene un secondo posto al corpo libero in Coppa del mondo a Melbourne con 13.700, dietro all'americana Jade Carey, prima con 14.366, e davanti alla connazionale Lara Mori. Riporta inoltre in gara il Silivas, doppio salto raccolto con doppio avvitamento, che non eseguiva in gara dall'infortunio del 2017.
A causa della pandemia di coronavirus, il Qatar, per la tappa di coppa del mondo di Doha, permette alle ginnaste di partecipare solo dopo essersi sottoposte ad un periodo di quarantena. Ferrari decide così di partecipare solo a quella di Baku, ma la FIG decide di sospendere la gara a causa dell'allargarsi della pandemia.
Nel 2021, dopo l'annullamento di tutte le competizioni del 2020 e la sospensione di tutta l'attività agonistica a causa della pandemia, partecipa alla stagione di A1, ma è costretta a fermarsi nuovamente dopo la positività al virus riscontrata in occasione della tappa di Ancona.
Il 10 aprile torna in gara alla terza tappa di Napoli, in occasione della quale gareggia su tutti gli attrezzi per la prima volta dai Giochi olimpici di Rio: ottiene 14.500 al volteggio, 13.950 alle parallele, 13.350 alla trave e 12.800 al corpo libero aiutando la squadra a vincere la tappa e a qualificarsi per la Final Six.
Viene poi convocata per partecipare ai Campionati europei individuali di Basilea in programma dal 21 al 25 aprile, insieme a Martina Maggio, Giorgia Villa e Alice D'Amato. 
Durante le qualificazioni gareggia su tutti e 4 gli attrezzi cercando di strappare un pass aggiuntivo per l'Italia alle Olimpiadi, ma termina la gara al settimo posto non riuscendo quindi nell'intento. 
Si qualifica sia per la finale all-around che per la finale al corpo libero, ma decide di rinunciare alla prima per non stressarsi troppo e concentrarsi sulla seconda.
Il 25 aprile vince la medaglia di bronzo al corpo libero, alle spalle della britannica Jessica Gadirova e della russa Angelina Mel'nikova, eseguendo l'esercizio sulle note di "Bella ciao" e dedicando la medaglia all'anniversario della liberazione d'Italia.
Con questa medaglia, la Ferrari si colloca al terzo posto, dopo Oksana Čusovitina e Daniele Hypólito, fra le ginnaste che vantano il maggior numero di anni trascorsi fra la prima e l'ultima medaglia internazionale, avendo vinto la sua prima medaglia europea da senior nel 2006.
Il 26 giugno partecipa all'ultima tappa di Coppa del mondo a Doha, dove vince la competizione al corpo libero con 14,266 punti, precedendo la connazionale Lara Mori e ottenendo quindi il pass individuale per i Giochi della XXXII Olimpiade di Tokyo. In questo modo la Ferrari diventa la prima ginnasta italiana a partecipare a quattro edizioni dei Giochi Olimpici.
In seguito all'infortunio di Giorgia Villa durante gli Assoluti del 10 luglio, la Ferrari prende il suo posto all'interno della formazione olimpica, con la prospettiva di gareggiare quindi non come individualista ma come parte della squadra.
Il 25 luglio prende parte alla fase di qualificazioni ai Giochi olimpici di Tokyo. Gareggia al volteggio, alla trave e al corpo libero, ottenendo rispettivamente 14.200, 12.500 e 14.166, aiutando così la Nazionale italiana ad accedere alla finale a squadre col settimo punteggio; individualmente si qualifica per la finale al corpo libero col primo punteggio, precedendo Simone Biles e Jade Carey.
Due giorni dopo partecipa alla finale a squadre dove gareggia solamente al corpo libero e al volteggio ottenendo rispettivamente 14.100 e 14.233. In generale la squadra si classifica al quarto posto con un totale di 163.638, a 6 decimi dalla medaglia di bronzo, il miglior risultato per l'artistica femminile italiana ai Giochi olimpici dopo l'argento conquistato ai Giochi di Amsterdam 1928.
Il 2 agosto, nella finale del corpo libero femminile, con un punteggio di 14.200 conquista la medaglia d'argento alle spalle della statunitense Jade Carey, la prima medaglia olimpica individuale per la ginnastica artistica italiana femminile.

#### Il forfait ai Giochi olimpici (2024)
Il 27 giugno 2024, esattamente un mese prima dell'inaugurazione delle Olimpiadi di Parigi, Vanessa Ferrari annuncia una lesione muscolare al polpaccio, inguaribile in così poco tempo. Salterà così quelli che sarebbero stati i suoi quinti Giochi olimpici.

#### Il ritiro (2024)
il 9 ottobre 2024 attraverso il quotidiano BresciaOggi, annuncia il proprio ritiro dall'attività agonistica, specificando che già alla vigilia delle Olimpiadi di Parigi, poi non disputate, aveva maturato la decisione che sarebbero state l'ultimo atto della carriera.

## Il "Ferrari"
In occasione dei Giochi olimpici di Londra nel 2012, Ferrari è stata la prima ginnasta ad eseguire un enjambé cambio ad anello con 360° di rotazione al corpo libero, dando quindi il suo nome a questo elemento, che è stato inserito nel Codice dei Punteggi con un valore "D".

## Nei media
- Nel 2007 Adidas avvia una sponsorizzazione per la ginnasta e per la società Brixia, attiva fino alle Giochi olimpici di Pechino: viene creato un body esclusivo, di colore nero con il motto «Impossible is nothing» in cristalli Swarovski, messo poi all'asta per l'Associazione FIABA (Fondo Italiano Abbattimento Barriere Architettoniche).[151]
- Nel 2010 la Ferrari è la protagonista del video musicale della canzone Credi in me di Valerio Scanu. Il video viene girato in due giornate, a Milano nella palestra del Centro Sportivo Saini, e a Brescia nel PalAlgeco.[152]
- Vanessa Ferrari appare nel docu-reality di MTV Italia Ginnaste - Vite parallele (2011-2013)[153], nel corso di alcune puntate riguardanti gli allenamenti della Nazionale e le competizioni, ma solo come personaggio secondario. Questo sia perché la Ferrari svolge i propri allenamenti a Brescia, e non nella palestra federale di Milano, sia perché né lei né l'allenatore Enrico Casella hanno concesso ai produttori la liberatoria sull'uso della propria immagine ritenendo opportuno concentrarsi sulla preparazione sportiva senza distrazioni, cercando di essere coinvolti e comparire il meno possibile.[154] Nel 2016 decide comunque di partecipare alle puntate dedicate alla preparazione degli atleti in vista dei Giochi olimpici di Rio.
- Nel 2015 esce il suo libro dal titolo Effetto Farfalla.
- A marzo 2020 partecipa ad uno spot pubblicitario pubblicato dalla Federazione Ginnastica d'Italia dal titolo Io resto a casa, cortometraggio focalizzato sul tema del confinamento a cui in tale periodo i cittadini italiani erano sottoposti allo scopo di rallentare la diffusione dell'epidemia di Coronavirus.
- A maggio 2020 partecipa ad una serie di corti monografici con altri atleti: Bebe Vio, Andrea Pusateri, Simona Quadarella, Gabriele Detti, Ivan Federico ed Ivan Zaytsev.[155]
- Per Amazon Prime Video è protagonista di uno spot a sostegno del Milan, squadra di cui è tifosa, in occasione della UEFA Champions League 2022-2023, vestendo un body rossonero.

## Palmarès

### Giochi olimpici
- 1 medaglia:
  - 1 argento (Corpo libero a Tokyo 2020)

### Mondiali
- 5 medaglie:
  - 1 oro (Concorso individuale a Aarhus 2006).
  - 1 argento (Corpo libero a Anversa 2013)
  - 3 bronzi (Corpo libero e parallele asimmetriche a Aarhus 2006, concorso individuale a Stoccarda 2007)

### Europei
- 11 medaglie
  - 4 ori (Concorso a squadre a Volos 2006, concorso individuale e corpo libero a Amsterdam 2007, corpo libero a Sofia 2014)
  - 3 argenti (Concorso individuale juniores a Amsterdam 2004, corpo libero a Volos 2006 e corpo libero a Milano 2009)
  - 4 bronzi (Concorso a squadre juniores e Trave juniores a Amsterdam 2004, Concorso a squadre a Bruxelles 2012 e Corpo libero a Basilea 2021)

### Coppa del mondo
- 14 medaglie:
  - 6 ori (Parallele, corpo libero e trave a Parigi 2007, concorso individuale a Tokyo 2014, corpo libero a Melbourne 2019 e a Doha 2021)
  - 3 argenti (Trave a La Roche Sur Yon 2013, corpo libero a Melbourne e Baku nel 2020)
  - 5 bronzi (Concorso individuale a Stoccarda e Glasgow nel 2013, corpo libero a Anadia 2015, Baku e Doha nel 2019)

## Opere
- Effetto farfalla, Mondadori, 5 maggio 2015, ISBN 978-88-520-6454-8.